# Shin-chan: Perdidos en la jungla
Shin Chan: Perdidos en la jungla (クレヨンしんちゃん 嵐を呼ぶジャングル Crayon Shin-chan: Arashi wo yobu - Jungle?) es una película de animación basada en el manga y anime Shin Chan, siendo la octava película del personaje. 
La película tiene una duración de 85 minutos, y su historia no influye para nada en la historia de la serie.

## Sinopsis
Shin Chan recibe una invitación para asistir al estreno de una película. Para llegar al lugar de la proyección, se embarca con sus padres y compañeros en un crucero por los mares del sur. Pero el barco naufraga, y el grupo acaba perdido en la jungla.

## Argumento
Todo comienza, cuando Shin-Chan ve un anuncio de un crucero donde emitirán como primicia, la película última película de Ultrahéroe. Al crucero va toda la familia Nohara, incluido Nevado, los amigos de Shin-Chan, con sus madres y el propio el actor de Ultrahéroe, Gotaro.
Mientras Shin-Chan y sus amigos visionaban la película, el barco fue abordado por monos. Estos raptaron a todos los adultos y se los llevaron a una isla. Una vez que éstos se fueron, Shin-Chan decide ir en busca de los mayores. Con lo que se pone en marcha el Ejército de Salvación de Kasukabe y van en una moto acuática hasta la isla.
Una vez en ella, siguen las pisadas que los monos y los adultos fueron dejando. Mientras tanto, Himawari, que no quería seguir esperando, se fue con Nevado a la isla. Una vez se hace de noche, Himawari y Nevado se reúnen con ellos.
Al siguiente día, después de caerse por una catarata, encuentran una plantación de plátanos. Allí son capturados todos por los monos, a excepción de Shin-Chan y Himawari. Fueron llevados al barco encima de un tren cargado de plátanos, al cual siguen Shin-Chan y su hermana.
Una vez en el barco, Shin-Chan consigue liberar a sus padres y al resto de prisioneros. Estos se van revelando contra los monos, quienes huyen. Cuando llegan a la sala principal, se encuentran con que quien los capturó, Paradise King, está luchando contra Ultrahéroe.
Después de la lucha, sin ganador, pero con los monos vencidos y liberados, vuelven al barco. Allí son atacados por Paradise King desde una máquina voladora, con dinamita. Ultrahéroe, con la confianza de Shin-Chan se decide a coger el propulsor con el que llegó al barco y salir volando a por Paradise King. Shin-Chan, se subió también al propulsor con Ultrahéroe.
Una vez en el aire, entre Shin-Chan y Ultrahéroe, consiguen vencer a Paradise King, quien, una vez en el barco, se rinde.

## Personajes

### De la Serie
- Shin-Chan
- Misae Nohara
- Hiroshi Nohara
- Himawari Nohara
- Masao Satō
- Boo-chan
- Tooru Kazama
- Nene Sakurada
- Ultrahéroe

#### Otros
- Mineko Kazama
- Moeko Sakurada
- Madre de Masao

### Únicos de la película
- Paradise King

También llamado Rey Paraíso. Es el malo de la película. Lo que el desea es tener esclavos que dibujen sus tiras animadas, que alimenten a los monos y que le hagan una estatua. Llegó a la isla, y allí, por medio de luchas y de llevarse muchas cicatrices, consiguió ser el rey. Su plan consistía en derrotar a Ultrahéroe, y que los niños, a quienes él se refiere como los babys, le aceptasen a él como nuevo héroe. Lleva un gran peinado afro de color morado y viste a la moda funky.